# Erste Fitna
Als Erste Fitna (arabisch الفتنة الأولى, DMG al-Fitna al-ūlā; „Fitna“, arabisch فتنة‚ bedeutet ‚schwere Prüfung‘, ‚Rebellion‘, ‚Bürgerkrieg‘) werden die kriegerischen Auseinandersetzungen innerhalb der islamischen Gemeinschaft, der Umma, nach der Ermordung des dritten Kalifen ʿUthmān im Jahr 656 bezeichnet. ʿUthmān hatte während seiner Herrschaft Familienangehörige mit hohen Posten innerhalb des muslimischen Herrschaftsapparates versorgt, vor allem mit Statthalterposten. Die an den islamischen Eroberungen beteiligten Truppen wurden in ihren Ansprüchen auf Beutezuteilung übergangen. Hiergegen erhoben sich aufrührerische Truppenteile und ermordeten ʿUthmān in Medina. Der Schwiegersohn und Vetter des Propheten Mohammed, ʿAlī ibn Abī Tālib, wurde von den meuternden Truppen zum neuen Kalifen ausgerufen.
Gegen ʿAlī erhoben sich unter anderem die Prophetenwitwe Aischa und die Prophetengefährten Ṭalḥa und Zubair, wurden aber in der sogenannten Kamelschlacht im Jahre 656 bei Basra von ʿAlī besiegt. Hierbei fielen Talha und Zubair. Der syrische Statthalter Muawiya trat als Verwandter ʿUthmāns als dessen Bluträcher auf und machte ʿAlī für dessen Ermordung verantwortlich. Im Jahre 657 kam es zwischen ʿAlī und Muawiya zur Schlacht von Siffin. Nach längeren Kampfhandlungen ließ Muawiya seine Truppen Koranstellen an ihre Lanzen heften, um das Urteil über die Rechtmäßigkeit der Positionen der Kontrahenten auf Basis des islamischen Glaubens zu lösen. Als ʿAlī sich hierauf einließ, fielen von ʿAlī die sogenannten Charidschiten ab, die der Ansicht waren, ein Urteil über die Rechtmäßigkeit des Kalifats stünde allein Gott zu. Sowohl ʿAlī als auch Muawiya benannten einen Schiedsrichter. Diese fällten ein Urteil eher zu Ungunsten ʿAlīs. Hierauf ließ sich Muawiya gemäß dem frühislamischen Historiker und Korangelehrten Tabari in Syrien als Kalif ausrufen. ʿAlī kehrte in den Irak zurück und tötete einen Großteil der abgefallenen Charidschiten bei Nahrawan. Nach mehrjährigen Kampfhandlungen gegen Muawiya wurde ʿAlī 661 von einem Charidschiten ermordet. Muawiya zog nun gegen den Irak und kaufte Alis Sohn al-Hasan ibn ʿAlī das Kalifat gegen eine Apanage ab. In der Folge begründete Muawiya die Dynastie der Umayyaden, welche bis 750 herrschten.
Die Erste Fitna gilt als der Ursprung der Spaltung des Islam in Sunniten und Schiiten. Während im Gefolge der abbasidischen Geschichtsschreibung eine negative Bewertung der Umayyaden einsetzte, wurde dies zu Beginn der Moderne von vielen Autoren revidiert.

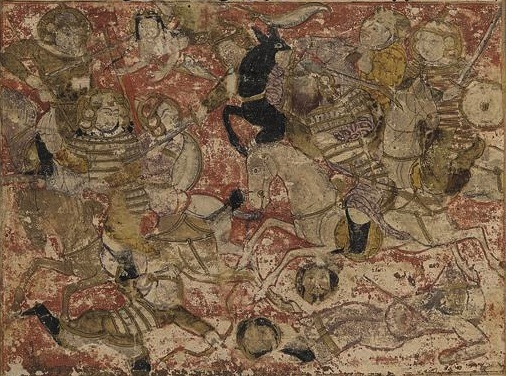
Schlacht von Siffin zwischen den Einheiten Alis und Muawiyas (aus der Tarichnama)

## Vorgeschichte
Die Vorgeschichte der 1. Fitna ist die Ermordung ʿUthmāns.

### Ermordung ʿUthmāns
Nach Wochen ergebnislosen Verhandelns über Veränderungen der Ausübung des Kalifats durch ʿUthmān, den dritten Kalifen, kam es zu einer Auseinandersetzung mit mehreren Toten und der Erstürmung des Palastes in Medina, bei welcher ʿUthmān ermordet wurde. Unter den Mördern ʿUthmāns befand sich wohl auch Muḥammad, der Sohn Abū Bakr. Der Erstürmung ging eine Belagerung voraus. Unter Belagerung ist hierbei eher eine Art loser Blockade zu verstehen, als eine Belagerung im militärischen Sinne. ʿAlī – Vetter und Schwiegersohn des Propheten Mohammed – scheint sich während dieser Zeit eher zurückgehalten und zeitweise für ʿUthmān, teilweise aber auch für die Rebellen interveniert zu haben. ʿAlīs Sohn al-Hasan ibn ʿAlī befand sich zu dieser Zeit unter den Personen, die mit ʿUthmān in seinem Palast aushielten.

#### Nepotismus
Uthman begünstigte seine Familie und ließ ihren Mitgliedern mehrere Statthalterposten zukommen, ebenso gab es materielle Vorteile für Mitglieder seiner Familie und deren Einfluss auf ihn. So machte er Umayyaden zu Gouverneuren von Mekka und von Basra. Rotter sieht in ʿUthmāns Herrschaft denn auch die Machtübernahme der „Familien der mekkanischen Plutokratie“. Im Jahre 646 erweiterte er Muʿāwiyas Territorium um Ḥumṣ und einen Teil des Irak. Bedeutsam wurde, dass ʿUthmān einerseits ʿAmr ibn al-ʿĀṣ als Gouverneur Ägyptens und andererseits Saʿd ibn Abī Waqqās, also ein Mitglied der šūrā, die ihn erwählt hatte, als Gouverneur des Irak und durch Mitglieder seiner Familie ersetzte. Ebenso scheint es zu Streitigkeiten Uthmans mit ʿAbd ar-Raḥman gekommen zu sein. Gegen diese Praxis kam es zu Widerspruch unter den prominenten Muslimen, so zum Beispiel ʿAmr ibn al-As, welcher seit seiner Abberufung in Opposition zu ʿUthmān stand. Während ʿUthmān sich so dem Großteil derjenigen, die ihn erwählt hatten, und einem Großteil der Prophetengefährten entfremdete, traten doch nicht alle Prophetengefährten in aktive Opposition zu ʿUthmān.

#### Unzufriedenheit in den Provinzen
Die Hauptursache für den Sturz ʿUthmāns ist denn auch in den Provinzen zu suchen. Hier konnten auch die Unzufriedenen unter den Prophetengefährten eine Anlaufstelle für ihre Opposition finden. Insbesondere Ṭalḥa und ʿĀʾiša scheinen die Provinzen zur Revolte aufgestachelt zu haben.

Die islamische Expansion bis 750

In den Provinzen erwies es sich als problematisch, dass ʿUthmān das gesamte eroberte Land als Gemeindebesitz veranschlagte, wohingegen es nach Ansicht vieler der Erobernden zu vier Fünfteln als Kriegsbeute ihnen hätte zu fallen müssen. Die Truppen vor Ort mussten es als Unrecht ansehen, dass der von ihnen erkämpfte Besitz durch eine zentrale Instanz im fernen Medina verwaltet wurde.
In Ägypten betraf dies besonderes die Beute aus den Feldzügen in Nordafrika, die wohl auch vom dortigen Statthalter veruntreut wurde. Kritik hiergegen ließ ʿUthmān nicht zu. So verbannte er den Prophetengefährten Abū Ḏarr und Mālik al-ʾAštar, einen Koranleser aus Kūfa, der später einer der wichtigsten Unterstützer ʿAlīs wurde. Al-ʾAštar setzte sich im Jahre 654–655 an die Spitze eines Aufstandes in Kūfa und vertrieb ʿUthmāns Gouverneur Saʿīd bin al-ʿĀṣ. In Ägypten agierten Muḥammad bin Abī Bakr (gest. 658) und Muḥammad bin Abī Huḏaifa gegen ʿUthmān. Im Jahre 656 zogen einige hundert Aufständische aus Ägypten nach Medina und hielten bei Ḏu al-Ḫušub in der Nähe der Stadt. ʿAlī wurde von ʿUthmān als Führer einer Gruppe von Unterhändlern zu den Aufständischen gesandt, woraufhin diese anscheinend nach Ägypten zurückkehren wollten, jedoch nach dem angeblichen Auffinden eines Briefes ʿUthmāns umkehrten und ʿUṯmān in seinem Palast in Medina belagerten.

## Ablauf der Ersten Fitna
Madelung hebt hervor, dass Talha nach dem Tod Uthmans ebenfalls als Kandidat für das Kalifenamt in Frage kam und er auch Unterstützung unter den Ägyptern gehabt habe. Ali hingegen sei von den Kufiern und Basraern unterstützt worden. ʿAlī wurde dann aber von den meuternden Truppen zum Kalifen ausgerufen, wobei die genauen Begebenheiten unklar sind. ʿAlīs Kalifat fehlte damit die Legitimität der vorhergehenden Kalifate, die durch eine Wahl durch die shura der Prophetengefährten und die Unterstützung durch die Quraysh gekennzeichnet war. Diese mangelnde Legitimation ʿAlīs durch die quraischitischen Prophetengefährten und die Gegnerschaft der Umayyaden zu ʿAlī lässt Madelung ʿAlīs Kalifat denn auch als „Gegenkalifat“ bezeichnen, ein Terminus, der sonst nur für Kalifate gebraucht wird, die sich gegen bereits etablierte Kalifate richten. Unter den anwesenden Truppen scheint es einige Unterstützung für Talha gegeben zu haben, die kufischen und basrischen Truppen sowie die Ansar unterstützen hingegen Ali. Die genauen Ereignisse der Erhebung ʿAlīs sind unsicher. Direkt nach der Erhebung ʿAlīs wurden die einflussreichen Mitglieder der Gemeinde in Medina zur Huldigung ʿAlīs angehalten, sofern diese nicht freiwillig erfolgte, wurden sie zu dieser gezwungen, so im Falle az-Zubairs und Ṭalḥas.
Ein Großteil der anwesenden Umayyaden verließ Medina und auch einige einflussreiche Prophetengefährten wie Saʿd ibn Abī Waqqās oder Mughira bin Schu‘ba folgten diesem Weg. Als ʿĀʾiša in Mekka von der Wahl ʿAlīs erfuhr, rief sie zum Sturz desselben als Rache für ʿUthmān auf. Talha und az-Zubair begaben sich nach Mekka, wo sie sich ʿĀʾiša anschlossen, beide wohl in der Hoffnung nach einem Sieg über ʿAlī das Kalifat für sich selbst in Anspruch nehmen zu können. ʿAlī wurde von dieser Gruppe für den Mord an ʿUthmān verantwortlich gemacht. Nagel betont, dass die Machtbasis ʿAlīs von Anfang an auf der Macht aufrührerischer Truppen beruhte.

### Machtfestigung
ʿAlī tauschte zu Beginn seiner Herrschaft die Gouverneure ʿUthmāns aus. ʿAlī berücksichtigte maßgeblich Anṣār bei der Besetzung von Gouverneursstellen und stellte sich somit in Kontrast zu der bisherigen Bevorzugung der Quraisch und insbesondere ʿUthmāns Nepotismus. So ernannte er für Basra den Prophetengefährten ʿUṯmān b. Hunaif von den Banu Auws, welcher nach seiner Ankunft die Kontrolle über die Stadt von Uthmans Gouverneur übernahm. Für Ägypten ernannte er Qais b. Sa’d, den Sohn des Führers der Khazraj. Hierbei überging er den Führer der ägyptischen Aufständischen, Muhammad b. Abi Hudhayfa, und Amr b. al-As. Qais musste sich in Ägypten mit Uthman loyalen Gruppierung unter Yazid al-Harith al-Mudliji auseinandersetzen, welche ihn nach Absprache Steuern erheben ließen, sich aber weigerten, Ali die Treue zu schwören.
ʿUbaydallāh b. al ʿAbbās, einen Sohn ʿAbbās‘, und Saʿīd b. Saʿd, Qais‘ Bruder, ernannte Ali als Gouverneure im Jemen. Die Gouverneure Uthmans hatten den Jemen zu diesem Zeitpunkt bereits in Richtung Mekka verlassen, sodass Alis Gouverneure die Macht übernehmen konnten. In Kūfa verblieb ʿUṯmāns Gouverneur Abū Mūsā al-Ašʿarī. In Bahrain setzte ʿAlī nach der Kamelschlacht ʿUmar b. Abī Salama als Gouverneur ein. Muʿāwiya musste bereits zu dieser Zeit eher als Gegner ʿAlīs erscheinen. ʿAlī bestätigte ʿUthmāns Gouverneur in Mekka, dieses blieb aber unter Kontrolle von Aisha, Talha und Zubayr, welche sich offen gegen Ali wandten und ihn des Mordes an Uthman bezichtigten. Die mekkanische Fraktion gab einen wohl geplanten Vorstoß nach Medina aufgrund der Überlegenheit von Alis Truppen auf und zogen mit 600 bis 900 Männern wahrscheinlich gegen Ende Oktober 656 in den Irak, um stärkere Truppen zur Unterstützung zu gewinnen. Madelung ist der Auffassung, dass ein Anschluss an Muʿāwiya nicht erfolgte, da dieser als Statthalter in Syrien eine zu starke Position eingenommen hätte, als dass ein von ihm unabhängiges Agieren möglich gewesen wäre. Das Ziel der Mekkaner Rebellen scheint eine šūrā gewesen zu sein, an deren Ende die Erhebung Ṭalḥas oder az-Zubayr zum Kalifen gestanden hätte. Auffallend ist, dass die Rebellion die Unterstützung vieler Quraisch erhielt, darunter auch mehrerer Umayyaden, wie zum Beispiel B. Marwāns. Nach ihrem Eintreffen in Basra kam es zu einem Gefecht mit den Anhängern Alis unter ʿUṯmān b. Hunayf. Es folgte ein Abkommen zwischen den beiden Parteien, demgemäß die Rebellen Zugang zur Stadt erhielten und ʿUṯmān b. Hunayf als Gouverneur verblieb, bis Ali eintraf. Die Rebellen brachen das Abkommen und setzten ʿUṯmān b. Hunayf gefangen.

### Auseinandersetzungen im Irak
ʿAlī zog ab dem 25. Oktober mit 700 Ansar über ar-Rabaḏa in Richtung Irak. Sahl b. Hunayf verblieb als Gouverneur in Medina. Der Irak war durch die Präsenz zweier Heerlager ein wichtiges Ziel. Ali erhielt auf seinem Weg nach Kufa Zulauf durch einige Angehörige der Banu Tayyi´ Da sich Abū Mūsā, Alis Gouverneur in Kufa, entschieden hatte, neutral zu bleiben und auch durch mehrere Gesandte ʿAlīs nicht von seinem Kurs abgebracht werden konnte, begab sich Mālik al-ʾAštar selbst nach Kūfa, stürzte Abū Mūsā und sammelte eine Armee für ʿAlī, mit welchem er sich östlich von Kūfa vereinigte. Anschließend zog ʿAlīs Armee nach Basra, wo es zu einigen Übergängen zu ʿAlī aus dem Lager seiner Gegner kam. Anfang Dezember 656 kam es zur sogenannten Kamelschlacht (benannt nach ʿĀʾišas Kamel) bei Basra, in welcher Ṭalḥa und az-Zubayr und viele weitere Quraisch und Prophetengefährten – der Großteil der Quraisch auf Seiten von ʿAlīs Gegnern – umkamen und ʿĀʾiša gefangen genommen wurde. Nach der Schlacht behandelte ʿAlī seine Gegner nicht entsprechend der üblichen Prozedur (Versklavung der Familien, Verteilung des Eigentums als Beute, Hinrichtung einzelner Gegner), sondern ließ nur eine geringe Beuteverteilung zu, behandelte seine Gegner ansonsten aber schonend. Auch die Familien Ṭalḥas und az-Zubairs ließ er unangetastet. ʿĀʾišas wurde nach einiger Zeit ins politische Abseits nach Arabien geschickt.

### Auseinandersetzung mit Muʿāwiya
Muʿāwiya war nun der einzige größere Gegner ʿAlīs innerhalb der islamischen Gemeinde. Madelung verwirft alle Berichte, wonach es vor der Kamelschlacht bereits diplomatischen Austausch zwischen ʿAlī und Muʿāwiya gab. Besondere Aufmerksamkeit widmet er der Tatsache, dass ʿUthmāns Bruder Walīd b. ʿUqba und auch ʿAmr ibn al-ʿĀs sich in Muʿāwiyas Herrschaftsgebiet aufhielten. Die Präsenz dieser beiden erlaubte es Muʿāwiya, sich einerseits propagandistisch geschickt als Bluträcher seines Verwandten ʿUthmān zu stilisieren und so Legitimation im Kampf gegen ʿAlī zu gewinnen und andererseits einen Vertreter der großen Heerführer der Eroberungen dienstbar zu haben. Militärisch betrachtet war Muʿāwiyas Situation zu dieser Zeit gefährlich, da der Rest der islamischen Welt größtenteils unter ʿAlīs Herrschaft stand. Insbesondere ein möglicher Angriff von Ägypten aus konnte ihm den Todesstoß versetzen. Im Jahre 657 verlangte ʿAlī, dass sich Muʿāwiya ihm unterwerfe, dieser aber verweigerte es. Muʿāwiya suchte die Bevölkerung Syriens für sich zu gewinnen. Außerdem schloss er Frieden mit Byzanz, indem er sich zu Tributzahlungen bereit erklärte. Im Februar 657 berief ʿAlī Qais, wohl aufgrund von Zweifeln an dessen Loyalität, von der Statthalterschaft in Ägypten ab und setzte an seiner Stelle Muḥammad, Sohn von Abu Bakr, ein. Einige Zeit später beauftragte ʿAlī al-ʾAštar Teile des nördlichen Iraks und Syriens unter Kontrolle zu bringen und machte ihn aus diesem Grund zum Statthalter von Mossul. Es kam zu einigen Kämpfen zwischen ʿAlīs und Muʿāwiyas Truppen in dieser Gegend. Zu dieser Zeit gelang es ʿAlī ebenfalls, mehrere syrische Statthalter Muʿāwiyas auf seine Seite zu ziehen.

### Schlacht von Ṣiffīn
Im Frühjahr 657 setzten sich sowohl ʿAlī als auch Muʿāwiya an der Spitze ihrer Heere gegeneinander in Bewegung. Im Juni und Juli kam es zur sogenannten Schlacht von Ṣiffīn, einer Reihe von einzelnen, an Schärfe zunehmenden Gefechten (in denen ʿUmars Sohn ʿUbaydallāh auf Seiten Muʿāwiyas fiel), an deren Ende das Auftreten von Muʿāwiyas Truppen mit an ihre Lanzenspitzen gehefteten Koranexemplaren trat. Die Encyclopaedia of Islam geht davon aus, dass Muʿāwiya zu dieser Zeit vor einer Niederlage stand, Madelung wertet die Situation eher als leicht im Vorteile ʿAlīs befindlich. Dies galt als Zeichen, den Kampf zu beenden und den Konflikt durch einen Schiedsrichter auf Grundlage des Korans zu lösen. ʿAlī, obwohl er unwillig war, musste sich den Verhandlungen beugen. Schon zu dieser Zeit scheint es zu ersten Absetzbewegungen unter ʿAlīs Truppen gekommen zu sein. Muʿāwiya machte ʿAmr zu seinem Vertreter im Schiedsgericht, während auf ʿAlīs Seite der eher unzuverlässige Abū Mūsā al-Ašʿarī, wohl auf Drängen irakischer Kreise gegen den Willen ʿAlīs, die Rolle des Schiedsrichters einnahm. Im August 657 wurde schließlich die Vereinbarung getroffen, dass die Schiedsrichter über den Konflikt auf Basis des Koran urteilen sollten. ʿAlī musste durch diese Vereinbarung ins Hintertreffen geraten, da er einerseits seine Position der militärischen Stärke zugunsten von Verhandlungen aufgab und andererseits die Verhandlungen mit einem Aufrührer seinen Anspruch auf den Kalifentitel bedeutend schwächen mussten.

### Nach dem Schiedsabkommen
Die beiden Heere kehrten nun zurück in ihre Heimatgebiete. Nachdem ʿAlī im September in Kūfa eingetroffen war, versammelten sich erste Protestierende unter dem Spruch „Das Urteil steht allein Gott zu“, um gegen ʿAlīs Entscheidung aufzutreten. Entscheidend war, dass sie ʿAlī nicht länger als Kalifen anerkannten, sondern die Entscheidung einer šūrā anheimgeben wollten. ʿAlī befand sich ab diesem Zeitpunkt in einer unlösbaren Situation: Er musste, wollte er seine Glaubwürdigkeit nicht verlieren, die Abmachungen des Schiedsgerichtes einhalten, konnte aber zugleich nicht gegen die als Ḫāriǧīten bekanntgewordenen Gegner der Abmachung unter seinen Truppen vorgehen, wollte er nicht weitere seiner Anhänger verlieren. Ein Vorgehen gegen die Berufung auf Gott musste ihm zwangsläufig als eine Art von Missachtung religiöser Prinzipien oder sogar Unglauben ausgelegt werden. Im Frühjahr 658 kam es zum ersten Treffen der Schiedsrichter. Die Umstände des Schiedsgerichts sind in der Forschung umstritten. Ein Teil der Forschung geht von zwei Schiedsgerichten aus, eines bei Dūmat al-Jandal und eines bei Adruḥ, der andere Teil nur von einem. Verhandelt wurde die Frage, ob die Ermordung ʿUthmāns gerechtfertigt gewesen sei. ʿAmr musste diese naturgemäß bejahen. Abū Mūsā scheint sich ʿAmrs Position angeschlossen zu haben. Seine Motive sind unklar. Madelung bescheinigt ihm eine neutrale Position.
Nach dem Ende des Schiedsgerichtes wurde Muʿāwiya in Syrien gemäß at-Tabarī bereits als Kalif anerkannt. Spätestens hier stellt sich die Frage, auf welcher Basis Muʿāwiya das Kalifat in Anspruch nehmen konnte, besaß er doch nach gängiger Ansicht nicht die Qualifikationen, die bisher für Kalifatsanwärter gegolten hatten (Verdienste um den Islam, enge Verwandtschaft zum Propheten). Nach Rotter wurden von der Propaganda Muʿāwiyas folgende Punkte ins Feld geführt: Als Rächer für ʿUthmān vertrat er dessen Ansprüche, da nach altarabischer Vorstellung Bluträcher die Primärerben waren. Gemäß Rohe ist der Rechtsnachfolger des Geschädigten talionsberechtigt. Er besaß weiterhin große politische Fähigkeiten. Wichtiger scheint aber das Argument der Zugehörigkeit zu den prominenten Familien der Quraisch (und dazu zu den ʿAbd Šams, die mit den Hāšim immerhin näher verwandt waren als andere Clans) und auch die Verschwägerung mit Muḥammad über seine Schwester ʾUmm Kulṯūm. Demgegenüber musste aber der eindeutige Makel Muʿāwiyas stehen, dass er und seine Familie zu den Gegnern des frühen Islam gehört hatten, dass seine Mutter Hind bint ʿUtba bei Schlacht von Uhud sogar den Leichnam des Prophetenonkels geschändet hatte und erst relativ spät zum Islam konvertiert war. Muʿāwiya zählte sich in seiner Propaganda, um diesem entgegenzuwirken, aber trotzdem zu den Prophetengefährten.
ʿAlī erkannte den Ausgang des Schiedsgerichts nicht an und betrachtete die Verhandlungen als nicht auf der Basis des Koran stattfindend. Dasselbe Argument brachte er gegenüber den Rebellen gegen ihn vor. Die mit ʿAlī Unzufriedenen hatten sich in der Zwischenzeit stärker radikalisiert und verließen Kūfa in Richtung an-Naḥrawān, um das Heerlager in Basra für sich zu gewinnen. Zu diesem Zeitpunkt kam es bereits zu militärischen Auseinandersetzungen zwischen ihnen und Anhängern ʿAlīs. Ein Teil der Garnison von Basra schloss sich den Aufständischen an. Madelung berichtet, dass ʿAlī aufgrund der Zweifel an seiner Herrschaft zu dieser Zeit mit der Verbreitung des Hadiths über die Ereignisse am Teich von Ḫumm begann.
ʿAlī forderte die aufständischen Truppen auf, sich ihm erneut anzuschließen. Diese aber verblieben bei ihrer vorherigen Position und forderten von ʿAlī, dass dieser seine Zustimmung zu dem Schiedsgericht als religiös unrechtmäßige Entscheidung anerkenne. In der Folgezeit scheint es zu mehreren Morden durch die Ḫāriǧīten gekommen zu sein, darunter auch an einem Gesandten ʿAlīs. ʿAlī scheint zu dieser Zeit unsicher gewesen zu sein, ob er sich gegen Muʿāwiya oder die Ḫāriǧīten wenden solle, wobei den Ausschlag letztlich Tendenzen in seinem Heer gaben.

### Schlacht bei Naḥrawān
Die genaue Datierung der folgenden Schlacht bei Naḥrawān ist unsicher, sie muss etwa Mitte 658 erfolgt sein und führte, bedingt durch die Größe von ʿAlīs Heer im Vergleich zu der Zahl der versammelten Ḫāriǧīten, zu einer Art Massaker an letzteren. ʿAlī erlaubte den Überlebenden zu ihren Stämmen zurückzukehren, verweigerte aber eine Bestattung der Toten. Der massakerartige Charakter der Auseinandersetzung mag ein Übriges getan haben ʿAlīs Ansehen zu ruinieren. Das Vergießen von muslimischem Blut war eine Neuheit und das massenhafte Töten von Personen, die sich auf den Koran beriefen, musste der religiösen Legitimation ʿAlīs schwer zusetzen. Es kam zu großen Absetzbewegungen unter ʿAlīs Truppen, sodass eine Fortführung der Kampagne gegen Muʿāwiya unmöglich wurde. In ʿAlīs Gebiet kam es seit 658 zu dieser Zeit zu Aufständen, die von den Ḫāriǧīten bei Naḥrawān inspiriert waren.
Muʿāwiya hatte seine Truppen zunächst in Erwartung eines Angriffes ʿAlīs versammelt, ordnete nach Kenntniserhalt der Geschehnisse bei Naḥrawān aber verschiedene kleinere Aktionen gegen ʿAlī an. In Ägypten war Muḥammad b. Abī Bakr unterdes bei der Bekämpfung der ägyptischen Rebellen gescheitert. ʿAlī sandte al-ʾAštar nach Ägypten, um Muḥammad abzulösen, doch dieser wurde auf dem Weg ermordet. Muʿāwiya sandte ʿAmr mit einer Armee nach Ägypten. Dieser besiegte dort ʿAlīs Statthalter Muḥammad b. Abī Bakr im Sommer 658, wobei dieser umkam. Muʿāwiya hatte seine Position durch die Eroberung Ägyptens deutlich verbessert. Das Ausmaß der Abfallbewegung, die ʿAlī zu dieser Zeit erfuhr, wird daran ersichtlich, dass sich auch sein Vetter ʿAbdallāh ibn al-ʿAbbās nach Arabien begab. Muʿāwiya gelang es zu dieser Zeit, mittels Ibn al Hadrami Unterstützer in Basra für sich zu gewinnen, sodass Basra zu ihm überging und erst nach erneutem Kampf für ʿAlī zurückgewonnen werden konnte.
In das beginnende Jahr 659 fällt das Treffen der Schiedsrichter bei Adruh. Ein Großteil Forschung setzt die Ereignisse eines Schiedsgerichtes allein hier an. Andere, zum Beispiel Madelung, sehen in dem Schiedsgericht bei Adruh eine Propagandaveranstaltung Muʿāwiyas, zu der Abū Mūsā zwar aus freien Stücken kam, jedoch nicht mehr als Repräsentant ʿAlīs. Die Cambridge History berichtet, dass Abū Mūsā weder ʿAlī noch Muʿāwiya als geeignete Kalifen ansah, ʿAmr aber eindeutig Muʿāwiya bevorzugte.

### Alis Tod
Die folgende Zeit war durch einen Kleinkrieg Muʿāwiyas gegen ʿAlī gekennzeichnet, welchen ersterer in Form von Raubzügen gegen ʿAlīs Territorium führte. Bedeutsam wurden hierbei die Auseinandersetzungen um die Kalb-Stämme westlich des Euphrat. Im Jahre 659-60 scheiterte Muʿāwiya bei dem Versuch, Medina und Mekka zu erobern. Es folgten einige Kriegszüge gegen den westlichen Irak sowie ein Feldzug in den Jemen, welcher zunächst zur Eroberung Medinas und Mekkas, Ta'ifs, dann des Jemen führte. ʿAlī war es möglich, die eroberten Gebiete kurz darauf zurückzuerobern. Gestützt durch diese relativen Rückschläge Muʿāwiyas im Jahre 660 bereitete ʿAlī einen dritten Feldzug nach Syrien vor. Am 26. Januar 661 wurde ʿAlī dann aber in der Moschee von Kūfa durch den Ḫāriǧīten ʿAbd ar-Raḥman ermordet. ʿAlī setzte gemäß der Tradition keinen Nachfolger ein, bemerkte aber, dass er nichts dagegen habe, wenn ihm sein Sohn al-Hasan folge. Hasan wurde dann auch zu seinem Nachfolger erhoben, blieb aber zunächst untätig. Muʿāwiya setzte seine Armee in Bewegung nach dem Irak und griff Kūfa an. Nach Verhandlungen mit Hasan verzichtete dieser auf das Kalifat unter Zusicherung einer Pension. Muʿāwiya musste sich in der Folgezeit mit einigen Erhebungen von unzufriedenen Truppen und Ḫāriǧīten auseinandersetzen.

## Soziale Gruppen und Strukturen in der 1. Fitna
Die mehrere Jahre andauernden Auseinandersetzungen stellten für die muslimische Gemeinde ein Novum insofern dar, als hier erstmals Muslime gegen Muslime kämpften.

### Gesellschaftlicher Bruch
In der bis dahin etablierten Praxis hatte gemäß der Lehre des Propheten ein Verbot der Tötung von Glaubensgenossen gegolten, – ausgenommen diese hatten schwere Verbrechen begangen – welches von den ersten Kalifen gemäß ihrer Definition von Muslimen eingehalten worden war. Einer der ersten Betroffenen solcher gemäß islamischer Praxis unrechtmäßigen Vorgehensweise war denn auch der Kalif ʿUthmān. Neben diesem erkennbaren Bruch mit der Tradition fällt außerdem die Entscheidung der Ḫāriǧīten ins Gewicht, andere Muslime auf Basis des Korans für ungläubig zu erklären.
Gründe für diesen Ausbruch von innerislamischer Gewalt müssen in den Veränderungen im Vergleich zur Zeit des Propheten und der ersten Kalifen gesucht werden. Während zur Zeit des Propheten eine enge Bindung an die Gemeinschaft durch räumliche Nähe zu nahezu allen anderen Mitgliedern und das einheitsstiftende Charisma des Propheten gegeben war, kam es im Gefolge der islamischen Expansion zu einer räumlichen Verteilung der islamischen Heere über weit voneinander entfernte Gebiete mit unterschiedlichem kulturellen Hintergrund und unterschiedlichen lokalen Interessen. Zudem waren viele der arabischen Stämme erst kurz vor dem Tod des Propheten zum Islam übergetreten und hatten teilweise während der ridda-Kriege gewaltsam in die Gemeinschaft zurückgeführt werden müssen. Die Treue dieser Gruppen zu allen islamischen Geboten kann also bezweifelt werden. Zudem kam es mit der Ausbreitung des Islam zu weiteren Konversionen von vorherigen Nichtmuslimen. Diese Gruppen waren maßgeblich gewesen für die Schlagkraft der islamischen Heere in der Zeit der großen Eroberungen. Sie bildeten danach, nach Stämmen und Clans gegliedert, denen ihre primäre Loyalität gelten konnte, in den großen Heerlagern wie Fustāt, Basra oder Kūfa ein abrufbares militärisches Potenzial, dem aber zusehends keine kriegerische Aufgabe mehr zukam. Bedeutend ist hierbei das Verhältnis der islamischen Armeen zu den Kalifen sowie die Art der Verteilung der Beute aus den Eroberungszügen.
Der Koran legte fest, dass ein Fünftel der Beute an die Gemeinschaft (später repräsentiert durch den Kalifen) abzugeben war, während der Rest von den Kämpfern selbst beibehalten werden durfte. Das abzugebende Fünftel sollte für „allgemeine Belange der Umma“ verwendet werden. Konfliktträchtig war hierbei die Frage, wie mit dem eroberten Land umzugehen war. Laut Noth waren die erobernden Gruppen erst nach Konflikten dazu zu bewegen, dieses Land als Gemeindeland, fay‘, anzuerkennen. Diese Konflikte hätten vermutlich leichter gelöst werden können, wären die stärker als Heerführer in Erscheinung getreten, die durch ihre persönlichen Verdienste im Kampf in den Augen der kämpfenden Truppen selbst Anteil an der Beute erlangt hätten. Durch das Fernbleiben der Kalifen in Medina mussten diese allerdings als Nutznießer der Arbeit anderer erscheinen und sich als Projektionsfläche für ökonomische Konflikte anbieten. Besonders ʿUthmān bot sich hierfür aufgrund seiner Abhängigkeit und Begünstigung von seiner Verwandtschaft an, welche in Form korrupter Statthalter auf ʿUthmān negativ zurückfiel. Die Cambridge Encyclopaedia of Islam vertritt hierbei die These, dass mit dem Ausbleiben neuer größerer Eroberungen und damit neuer Beute die Unzufriedenheit der Truppen in den Heereslagern steigen musste. Nagel fasst zusammen: „Von Medina aus konnte man den entstehenden islamischen Staat offenbar nicht mehr lenken. Die Heerlagerstädte hatten binnen zwei Jahrzehnten ein solches Maß an Eigengewicht gewonnen, daß die dortigen Notabeln sich die Zügel nicht aus der Hand nehmen ließen.“ Somit lässt sich mit Krämer aussagen, dass der „fulminante Siegeszug […] für die Sieger damit zugleich Entlastung und Belastung“ bedeutete.

### Rolle der Quraisch
Ein weiterer Punkt liegt in der Ursprungsgemeinde selbst und ihrem Verhältnis zum Stamm der Quraisch begründet. Das Gleichheitsversprechen des Islam war in der Praxis niemals vollständig durchgesetzt worden. Nach Mohammads Tod gewannen die Quraisch unter den Prophetengefährten, im Bündnis mit der alten mekkanischen Aristokratie, die Oberhand über die anderen Kräfte, darunter auch die medinensischen Anṣār. Diese Gemengelage aus Begünstigung der eigenen Verwandtschaft und der Unzufriedenheit der Garnisonstruppen führte zu einer Art Bündnis aus Letzteren und führenden Prophetengefährten, welches zum Sturz ʿUthmāns führte. ʿAlī war in der Folgezeit von diesen Stammesgruppen, welche ihn zum Kalifen erhoben hatten, abhängig und musste ihre Interessen berücksichtigen. Dass sich unter diesen Gruppen auch die Mörder ʿUthmāns befanden, musste sich propagandistisch für ʿAlī negativ auswirken. Hätte er die Mörder bestraft, hätte er damit den Protest gegen ʿUthmān für unrechtmäßig erklärt und damit die Legitimität seiner eigenen Erhebung in Zweifel gezogen. Dadurch, dass er sie aber unbestraft ließ, gab er seinen Gegnern die Möglichkeit, sich als Rächer für ʿUthmān zu präsentieren und ihm Mitschuld an dessen Ermordung zu geben. Die Gruppierung der Heere nach Stämmen und Clans mit eigenen Interessen wurde für ʿAlī besonders nach der Schlacht von Ṣiffīn zum Problem, als einzelne dieser Gruppen in Teilen oder als Ganzes von ihm abfielen. Muʿāwiya konnte dagegen auf seine langjährige Bindung an die Syrer aufbauen, welche ihm trotz der anfänglichen Übermacht ʿAlīs loyal blieben.

## Rezeptionsgeschichte
Der Konflikt zwischen ʿAlī und Muʿāwiya, im größeren Rahmen eingebettet in die erste und zweite Fitna, stellt bis heute eines der zentralen Themen der Geschichte des Islams dar. Die heutige schiitische Position sieht in dem Tod von ʿAlī und Ḥusain das Machwerk ungläubiger Kräfte, welche den rechtmäßigen Nachfolgern des Propheten die Herrschaft verweigert hätten. Die sunnitische Position ist weniger eindeutig, geht heutzutage aber mehrheitlich ebenfalls von einer unrechtmäßigen Herrschaftsübernahme Muʿāwiyas aus, der durch die Begründung der Erbmonarchie und eines weltlichen Königtums (mulk) die auf Konsens der einflussreichen Mitglieder der Umma ausgelegte frühere Herrschaft der rechtgeleiteten Kalifen beseitigt habe. Die negative Bewertung Muʿāwiyas und der Umayyaden entspringt im Kern der Geschichtsschreibung der Abbasidenzeit, welche die Vorgänger der Abbasiden im Kontrast zur herrschenden Dynastie negativ darzustellen versuchte, um die Machtübernahme der Letzteren zu rechtfertigen. Hierbei wurde die Dynastie der Umayyaden häufig an den zentralen Handlungen Muʿāwiyas gemessen: des Aufstandes gegen ʿAlī, der Etablierung der Erbmonarchie und der Einführung einer Königsherrschaft.

### Die Rezeptionsgeschichte bis zum 19. Jahrhundert
Da die prominenten Berichte über das erste Jahrhundert der islamischen Geschichte (zum Beispiel die großen Geschichtswerke von Ṭabarī und al-Balāḏurī) erst während der Abbasidenzeit verfasst wurden, liegt es nahe, für den Beginn einer Rezeptionsgeschichte auf zeitgenössische Quellen zurückzugreifen, wie es Rajaa Nadler in ihrer Abhandlung über die ummayadenzeitlichen Dichter unternimmt. Mag man den Dichtern auch nicht den Stellenwert beimessen, den Radler ihnen zumisst, indem sie sie „das wichtigste Element für die Einschätzung und Einordnung dieser Kalifen [der Umayyaden]“ nennt, so muss man sie doch als authentische zeitgenössische Quelle anerkennen, die womöglich auch nicht geringen Einfluss auf die allgemeine Meinung hatte und ihre Auffassungen teils auch aus dieser bezogen haben dürfte.

#### Darstellungen aus der Umayyadenzeit
Die Dichter der Umayyadenzeit sprachen den Umayyaden in ihren Dichtungen verschiedene Eigenschaften zu, „dem Vorbild der vorislamischen Stammesgesellschaft und ihren Idealen“ gemäß, also ohne erkennbaren Einfluss der islamischen Religion. Diese Eigenschaften kann man in gewisser Weise als klassische Herrschertypologie beschreiben, die auch für Monarchien anderer Kulturkreise nicht unüblich war. Zu diesen Eigenschaften zählen einmal die Herkunft der Umayyaden aus den vornehmen Sippen der Quraisch (Abstammung von ʿAbd Manāf und Qusai etc.), dann verschiedene Tugenden wie Tapferkeit, Ausdauer, Ehrlichkeit, Treue, Freigiebigkeit. In puncto negativer Beurteilung wird ihnen am ehesten mangelnde Treue in Bezug auf Verbündete vorgeworfen. Eine besondere Betonung liegt auf der Rechtmäßigkeit ihrer Herrschaft in der Nachfolge ʿUthmāns (so zum Beispiel zu finden beim Hofdichter al-Aḫṭal). Besonders Muʿāwiya wird teils als Bewahrer der islamischen Einheit und Rächer ʿUthmāns betrachtet. Die Muʿāwiya zugeschriebenen Eigenschaften decken sich hierbei teils mit denen der Umayyaden im Allgemeinen, jedoch liegt ein Schwerpunkt auf seiner Rechtschaffenheit und politischen Geschicktheit. Die Hervorhebung Muʿāwiyas als Rächer ʿUthmāns fällt in die früharabische Idee, dass Erbe durch Blutrache gewonnen werden kann. Watt betont bezogen auf die Dichtersammlungen, dass die Umayyaden sich selbst durch göttliche Legitimation vorherbestimmt zur Herrschaft sahen. Gegnerschaft zu den Umayyaden fand sich aus diesem Grunde auch im Qadarismus, der eine Vorherbestimmungslehre ablehnt.
Vor allem in der Endphase der umayyadischen Herrschaft liegen Gedichte von alidischer und ḫāriǧītischer Seite vor, welche den Umayyaden (im Falle der Ḫāriǧīten aber auch ʿAlī) die Herrschaftslegitimation absprechen. Betrachtet man die Dichtung mit Vorsicht, da es sich oft um Hofdichtung handelt, so muss dennoch festgehalten werden, dass zu Zeiten der umayyadischen Herrschaft in der „Öffentlichkeit“ nicht unbedingt ein negatives Bild der Umayyaden vorgeherrscht haben muss. Inwieweit die Erzeugnisse der frühen Dichtung rein propagandistischer Natur sind und ob sie in Teilen die Meinung der Allgemeinheit der Muslime der Umayyadenzeit wiedergeben, muss offenbleiben. In der Orientalistik gibt es jedenfalls Stimmen, die einen Ansehensverlust der Umayyaden erst durch die abbasidische Geschichtsschreibung annehmen.
Eine solche These ließe sich durch einen Bericht des Geographen al-Muqaddasi (lebte 2. Hälfte 10. Jahrhundert) stützen, welcher in seinem 985 verfassten Bericht von einem Umayyadenkult in Wasit berichtet. Ende geht davon aus, dass sich zur Abbasidenzeit bereits eine Art „Nostalgie“ in Hinblick auf die Umayyadenzeit entwickelt hatte.

#### Darstellungen aus der Abbasidenzeit
Ein Wandel des Bildes der Umayyaden und damit des Konfliktes zwischen ʿAlī und Muʿāwiya trat in der abbasidischen Zeit ein. Die Abbasiden mussten naturgemäß daran interessiert sein, den Umayyaden das Recht auf Herrschaft abzusprechen, da ihre eigene Legitimationsgrundlage der Forderung entsprang, die Herrschaft gebühre alleine einem Nachfahren des Hāschim, des Urgroßvaters des Propheten. Insofern war ein Großteil der Geschichtsschreibung unter den Abbasiden an die herrschende Doktrin angepasst und begründete nach heutigem Konsens in der Wissenschaft das negative Urteil über die Umayyaden. Ein wesentlicher Anteil kam hierbei der abbasidischen Hofgeschichtsschreibung zu, zum Beispiel dem Werke Ibn Isḥāqs. Dennoch bestanden auch unabhängige oder umayyadenfreundliche Überlieferungen teilweise fort. Letztere finden sich zum Beispiel bei al-Balādhurī (gest. Ende 9. Jahrhundert). Ṭabarī (839–923) scheint ebenfalls die Umayyaden nicht gezielt negativ zu bewerten.
Bedeutend für die weitere Entwicklung wurde die Festschreibung des sunnitischen Kanons an Lehrmeinungen im Verlauf des 9. Jahrhunderts durch die Herausbildung der sunnitischen Rechtsschulen, insbesondere das Konzept der vier rechtgeleiteten Kalifen ist hierbei relevant. Das Konzept der vier rechtgeleiteten Kalifen geht von der Unfehlbarkeit ihrer Handlungen aus. Beispielhaft lässt sich dieses Urteil an einem Zitat Ahmad ibn Hanbals zeigen: „Der beste (khayr) nach dem Propheten ist Abuu Bakr, dann Umar dann Utman, dann Ali […] Nach diesen vier sind die Gefährten des Gesandten Gottes die besten der Menschen. Keiner darf ihre schlechten Eigenschaften erwähnen, noch irgendeinen von ihnen irgendeiner Schändlichkeit oder eines Mangels beschuldigen.“ Eine solche dogmatische Festlegung der rechtgeleiteten Kalifen und ihre Unkritisierbarkeit, musste, zusammen mit dem anti-umayyadischen Trend der abbasidischen Geschichtsschreibung, ein Dogma erschaffen, das seine Wirkmächtigkeit über Jahrhunderte nicht verfehlte.
Das negative Bild der Umayyaden und die Porträtierung ʿAlīs als eines der rechtgeleiteten Kalifen blieb in der Folge weitgehender Konsens im Geschichtsbild der Muslime. Einen gewissen Einschnitt hierbei stellte Ende zufolge der Fall des abbasidischen Kalifats (1258) dar.
Mit der Auflösung der abbasidischen Herrschaft über die Reste ihres Reiches im Irak entfiel der konkrete Rechtfertigungsdruck dem aktuell herrschenden Kalifen gegenüber und auch das religiöse Prestige, welches einem gegenwärtigen Herrscher zukommt, musste späteren Autoren nicht mehr vor Augen stehen. So schrieb Ibn Tiqtaqa (gest. 1309) den Umayyaden eine eher positive Rolle durch den Aufbau des islamischen Staates dar und beachtet hierbei besonders die Verbindung von Religion und Königtum. Ebenso bewertete der Mystiker ibn al-ʿArabī (1165–1240) die Umayyaden eher positiv. In eine ähnliche Richtung geht Ibn Ḫaldūn, der, einem zyklischen Geschichtsbild von Aufstieg und Niedergang folgend, den Umayyaden einen wesentlichen Platz bei der Schaffung des islamischen Weltreiches zuweist. Auch der Konflikt zwischen ʿAlī und Muʿāwiya wird von ihm zugunsten von Letzterem bewertet. Während Ibn Ḫaldūn und Tiqtaqa als Vorläufer der späteren nationalistischen Interpretationen gelten können, lässt sich Ibn Taimīya (1263–1328) als Vorläufer der wahhābītischen und über den Neo-Hanbalismus vermittelten Neubewertung Muʿāwiyas einordnen. Ibn Taimīya betonte den Rang Muʿāwiyas als eines Prophetengefährten, stellt zwar in Rechnung, dass sein Aufbegehren gegen ʿAlī unrechtmäßig war, geht aber davon aus, dass al-Hasans Machtübergabe an Muʿāwiya letzteren zum rechtmäßigen Führer der Muslime machte.
Im Gegensatz hierzu spiegelt al-Maqrīzīs (1364–1442) Werk über den Konflikt zwischen Hāschimiten und Umayyaden die klassische sunnitische Bewertung wider, wie sie bis in das 19. Jahrhundert allgemein verankert blieb. Al-Maqrīzī rückt auch ganz das spätere Kalifat der Abbasiden in den Vordergrund und bewertet die Kämpfe der islamischen Frühzeit als Auseinandersetzung nicht etwa der Partei ʿAlīs und der Umayyaden, sondern der größeren ahl al-bayt des Propheten, also der Haschimiten.

### Der Wandel des Umayyadenbildes in der Moderne
Der Wandel des Umayyadenbildes in der Moderne hat mehrere Abschnitte.

#### 19. Jahrhundert
Ein Wandel des Umayyadenbildes begann erst im 19. Jahrhundert, als im Zuge der Auseinandersetzung mit der westlichen Kolonialherrschaft einerseits eine arabisch-nationalistische Strömung aufkam, andererseits aber auch Rufe nach einer Neuinterpretation der klassischen sunnitischen Religion lauter wurden. Letztere sind unter dem Begriff islamischer Modernismus bekanntgeworden und mit Namen wie Dschamal ad-Din al-Afghani (1838–1897), Muḥammad Rašīd Riḍā (1865–1935) oder Muhammad Abduh (1849–1905) verknüpft. Im Zuge des islamischen Modernismus, fand, vermittelt auch über den Wahhābīsmus, eine Rezeption Ibn Taimīyas und dessen Umayyadenbildes im Salafismus des ausgehenden 19. Jahrhunderts statt. So übernimmt Muḥammad Rašīd Riḍā von Ibn Taimīya die Ansicht, dass Muʿāwiya als Prophetengefährte nicht der schiitischen Verfluchung anheimfallen dürfe, kritisiert Muʿāwiya aber gleichzeitig für die Einführung der Erbmonarchie. Muḥammad Rašīd Riḍā gilt als repräsentativ für die frühen islamischen Reformer, indem er ein allzu negatives Urteil über die Umayyaden ablehnt, zugleich jedoch das Ende der šūrā-Regierung stark kritisiert. Muḥammad al-Ḫuḍarī (1872–1927), ein Schüler Muḥammad ʿAbduhs, stellte ʿAlī als eher engstirnige Person dar, wenig kompromissbereit, wohingegen Muʿāwiya als pragmatischer Politiker aufgefasst wird. Ḫuḍarī prägte durch seine universitären Kontakte lange Zeit die Lehrmeinung der Universitäten der arabischen Welt.
Auch bei dem Salafismus fernstehenden Theologen wie Yūsuf an-Nabhāni (1849–1932) zeigt sich der Einfluss Ibn Taimīyas (auch wenn dieser Ibn Taimīya ablehnend gegenüberstand). Für an-Nabhani waren sowohl ʿAlī als auch Muʿāwiya der Auffassung sie verträten die gemäß dem Islam richtige Position. Allein dies rechtfertigt für an-Nabhani ihnen moralische Qualitäten zuzusprechen und die Verfluchung Muʿāwiyas zu vermeiden, obwohl dieser im Unrecht gegen Ali war.
Die zweite wichtige Quelle für eine Revision des traditionellen Geschichtsbildes war durch den arabischen Nationalismus sowie einen um sich greifenden Säkularismus, beide beeinflusst durch europäische Vorbilder, gekennzeichnet. Diese kann man teils auf Ibn Ḫaldūns Interpretation der Umayyaden als Festiger des islamisch-arabischen Reiches zurückführen. Der Einfluss Ibn Ḫaldūns findet sich zum Beispiel bei Ǧamīl al-Mudawwar (1862–1907). Ein weiterer Punkt liegt in der Verbreitung der westlichen Orientalistik in der arabischen Welt, insbesondere französischer Geschichtswerke zur Umayyaden- und Abbasidenzeit. Zu beachten ist, dass beide Strömungen keineswegs vollständig getrennt voneinander zu betrachten sind, sondern in ihrem Blick auf die Umayyadenzeit und ʿAlī Wechselwirkungen in großem Umfang zu erkennen sind.
Als Beispiel für den Wandel vom reformistischen zum säkular-nationalistischen Geschichtsbild gilt Ende (1977) Mustafa Nagib (1861–1901), ein ägyptischer Beamter, der Teil der nationalistischen Bewegung Mustafa Kemal Atatürks war. Nagib wertete die Umayyaden als „Verteidiger des Islams“. Nagib betrachtet den Konflikt zwischen ʿAlī und Muʿāwiya als Kampf zweier religiös geleiteter Personen, die aufgrund dieser religiösen Leitung nicht verurteilt werden sollten. Ebenfalls gilt ihm die von Muʿāwiya begründete Dynastie der Umayyaden als gerechte Herrscher des frühen Islam.
Rafīq Bey al-ʿAzm (1865–1925), ein Bekannter Riḍās und reformorientierter Politiker, der im Osmanischen Reich auf eine eher dezentrale Verwaltung der Reichsteile hinarbeitete, bewertet Muʿāwiya in seinem 1903 erschienenen Werk als Gefährten des Propheten, der aufgrund dieses Status nicht kritisiert werden dürfe. Bedeutend an seinem Ansatz ist, dass er den Konflikt zwischen ʿAlī und Muʿāwiya als gänzlich weltlichen Machtkonflikt betrachtet. Jedoch verurteilt ʿAzm Muʿāwiya für dessen Einführung der Erbmonarchie. Besonders hervorzuheben ist, dass ʿAzm die religiöse Deutung von der Geschichtsschreibung lösen wollte.
Einen weiteren Schritt hinsichtlich einer Säkularisierung des Geschichtsbilds stellt laut Ende das Werk Ǧurǧī Zaidāns (1861–1914), erschienen 1902–1906 dar. Im Gegensatz zu ʿAzm bewertet Zaidān die Machtübernahme Muʿāwiyas jedoch – auf Basis der traditionellen Quellen – negativ als rein von Machtinteressen geleitete „Rückgewinnung der Herrschaft, die (die Umayyaden) im Zeitalter der Dschāhilīya innehatten“. Zaidāns Werk war in der islamischen Welt seiner Zeit sehr populär. Gegen Zaidāns Auffassung entspann sich eine lebhafte Debatte, an vor allem Riḍā, al-ʿAzm und Sibli an-Numani (1858–1914) teil hatten. ʿAzm sieht in Zaidāns Werk die traditionellen Quellen der Abbasidenzeit überrepräsentiert und betont die kulturelle Leistung der Umayyaden für islamische Zivilisation, sowohl Zaidān als auch ʿAzm betonen jedoch, keineswegs von einer religiösen Motivation geleitet zu sein. Ende wertet diesen Konflikt darum als besonders folgeträchtig, weil hierbei zwei Historiker auf säkularer Basis ein historisches Thema verhandelten.

#### 20. Jahrhundert
In eine ähnliche säkulare Richtung lässt sich Muḥammad Ḥusain Haikal (1888–1956), späterer ägyptischer Erziehungsminister, einordnen, der in der Geschichtsschreibung das Ziel sieht, die Geschehnisse der Gegenwart besser einordnen zu können. Rašīd Riḍā kritisierte Zaidāns Werk, da dieser seiner Ansicht nach einzig die Methoden der westlichen Wissenschaft angewandt habe (die er positiv bewertet), ihm aber als Christen ohne religiöse Ausbildung das nötig Wissensfundament fehlte, um die Quellen richtig einzuordnen. Riḍā kritisierte aber auch, dass das Werk die nationale Sache der Araber gegen die Osmanen in Nachteil setze. Für Ende ist dieser Punkt entscheidend, da Riḍā wie auch ʿAzm zu dieser Zeit eine politische Position für die Selbstverwaltung der Araber im Osmanischen Reich einnahmen. Somit wäre die Kritik teils als nationalistisch-politisch zu bewerten. Weiter geht Riḍās Bekannter, der indische religiöse Gelehrte an-Numani, welcher Zaidān vollständige Verletzung der Neutralität vorwirft und die Leistungen der Umayyaden für die weitere Entwicklung der Araber und des Islam betont. Numani hält aber an der Auffassung fest, dass die rechtgeleiteten Kalifen weit positiver zu bewerten seien als die Umayyadenkalifen. An dieser Auseinandersetzung lässt sich klar erkennen, inwieweit zur damaligen Zeit nationalistische Bewegung und Reformislam miteinander verbunden waren und wie sich die Wechselwirkung beider Strömungen und ihrer Interessen auf die Bewertung der islamischen Frühzeit niederschlug.
Eindeutig nationalistische Positionen bezog der Kopte Salāma Mūsā (1889–1958). Mūsā betont, dass es für die ägyptische Geschichte irrelevant sei, ob sich ʿAlī und Muawiya gestritten hätten. Der Einfluss der Araber habe der ägyptischen Kultur, auch aus rassistischem Gesichtspunkt, eher geschadet.
Eine zweite Phase der gezielten Verwestlichung der Geschichtswissenschaft begann in den 1920er Jahren, in prominenter Stellung hierbei der Schriftsteller und Historiker Tāhā Husain (1889–1973). In Debatten, die auf verschiedene negative Wertungen der ersten Jahrhunderte der islamischen Geschichte folgten, berief sich Ḥusain insbesondere auf Ibn Ḫaldūn als neutralen Bewerter der Geschichte. Ḥusain betont, dass er einer religiösen Wertung der Geschichte ablehnend gegenübersteht und fordert eine neutrale Geschichtsschreibung, die weder Licht- noch Schattenseiten ausblendete.
Eine weitere bedeutende Stimme der 1920er Jahre stellt Muhammad Kurd Ali (1876–1953) dar, syrischer Erziehungsminister und Gründer der Arabischen Akademie in Damaskus, der die Umayyaden für ihre Leistungen in der arabischen Kultur und ihre Herrschaftsführung und gleichzeitig ihre Bedeutung für die Entwicklung der arabischen Zivilisation lobt, also ein eindeutiges nationalistisches Bekenntnis. Kurd Ali war stark von den Werken westlicher Orientalisten beeinflusst. Über Muʿāwiya fällt er das Urteil, dass er vergleichbar mit den rechtgeleiteten Kalifen regiert habe.
Die aus dem Neo-Hanbalismus entstandene salafistische Bewegung prägte ihrerseits das Bild auf die Umayyaden und ʿAlī. Bedeutend ist hierbei Tāhir al-Dschazā'irī (1851/2–1920), ein Bekannter Riḍās und al-ʿAzms, der eine Art intellektuellen Zirkel in Damaskus leitete. al-Dschazā'irī stellte in vieler Hinsicht einen Konzentrationspunkt in der Rezeption der Umayyaden im 20. Jahrhundert dar. Einer seiner Schüler war Muḥammad ad-Din al-Ḫatib (1886–1969), ein einflussreicher Publizist, Freund der Muslimbruderschaft. Al-Ḫatib ist kennzeichnend für die Unterstützung der Umayyaden in großen Teilen des späteren Salafismus. Er rechnet Muʿāwiya in Anlehnung an Ibn Taimīya ebenfalls zu den Prophetengefährten und zu einem der bedeutendsten Muslime nach den rechtgeleiteten Kalifen. Al-Ḫatib geht von einer Fälschung der frühen Überlieferung aus und legt dementsprechend ein strenges methodisches Format an die frühen Quellen. Ende sieht seine al-Ḫatibs Position insbesondere unter dem Eindruck einer Unterstützung al-Ḫatib für den ägyptischen König. (Ende, 1977)
Schaiḫ Muhammad al-Ghazālī (1917–1996), ein Mitglied der Muslimbruderschaft, sah insbesondere die Erbfolge Yazīds kritisch, da sie das Prinzip der šūrā zerstört habe. Er repräsentiert die antimonarchistische Haltung innerhalb der Muslimbruderschaft, die sich schließlich durchsetzte. Die Führung der Muslimbruderschaft Hasan al-Bannā (1906–1949) war ursprünglich von al-Ḫatib beeinflusst worden. Sie sah aber, wie auch Saiyid Quṭb (1906–1966), Muʿāwiya aufgrund seiner Aufhebung des šūrā-Prinzips kritisch. Salah ad-Din al-Munaǧǧid (geb. 1920) ging 1970 davon aus, dass die Umayyaden auch in der zweiten Hälfte des 20. Jahrhunderts noch von der traditionellen Lehrmeinung der Abbasidenzeit geprägt seien. Al-Munaǧǧid beklagt hierbei vor allem die Geschichtsfälschung der Abbasidenzeit.

### Die Erste Fitna in der westlichen Islamwissenschaft
Gustav Weil vertritt in seiner Geschichte der Chalifen die Auffassung, dass Ali an der Verschwörung gegen Uthman teilnahm und dadurch die Würde des Kalifenamtes gemindert habe, woraus folgte, dass er selbst als Kalif nie wieder das Ansehen Abu Bakrs oder Umars erreichen konnte. Über Muawiya urteilt er, dass „Ohne einen geschickten Lenker, wie Muawia es war, wäre wahrscheinlich das aufblühende Reich wieder in sich selbst zerfallen“.
Eine weitere Darstellung der ersten Fitna findet sich bei Julius Wellhausen.